# أدريانا سيرا
أدريانا سيرا (بالإيطالية: Adriana Serra)‏ هي مقدمة تلفزيونية وممثلة إيطالية، ولدت في 27 نوفمبر 1923 في إيطاليا، وتوفيت بنفس المكان في 13 نوفمبر 1995.

## وصلات خارجية
- أدريانا سيرا على موقع IMDb (الإنجليزية)
- أدريانا سيرا على موقع ألو سيني (الفرنسية)
- أدريانا سيرا على موقع ديسكوغز (الإنجليزية)
- أدريانا سيرا على موقع قاعدة بيانات الفيلم (الإنجليزية)
- أدريانا سيرا على موقع كينوبويسك (الروسية)